# 郑南宁
郑南宁（1952年12月19日—），男，祖籍陕西西安，生于江苏南京，中国自动控制专家，西安交通大学教授、博士生导师，中国工程院院士、IEEE Fellow。曾任西安交通大学校长。

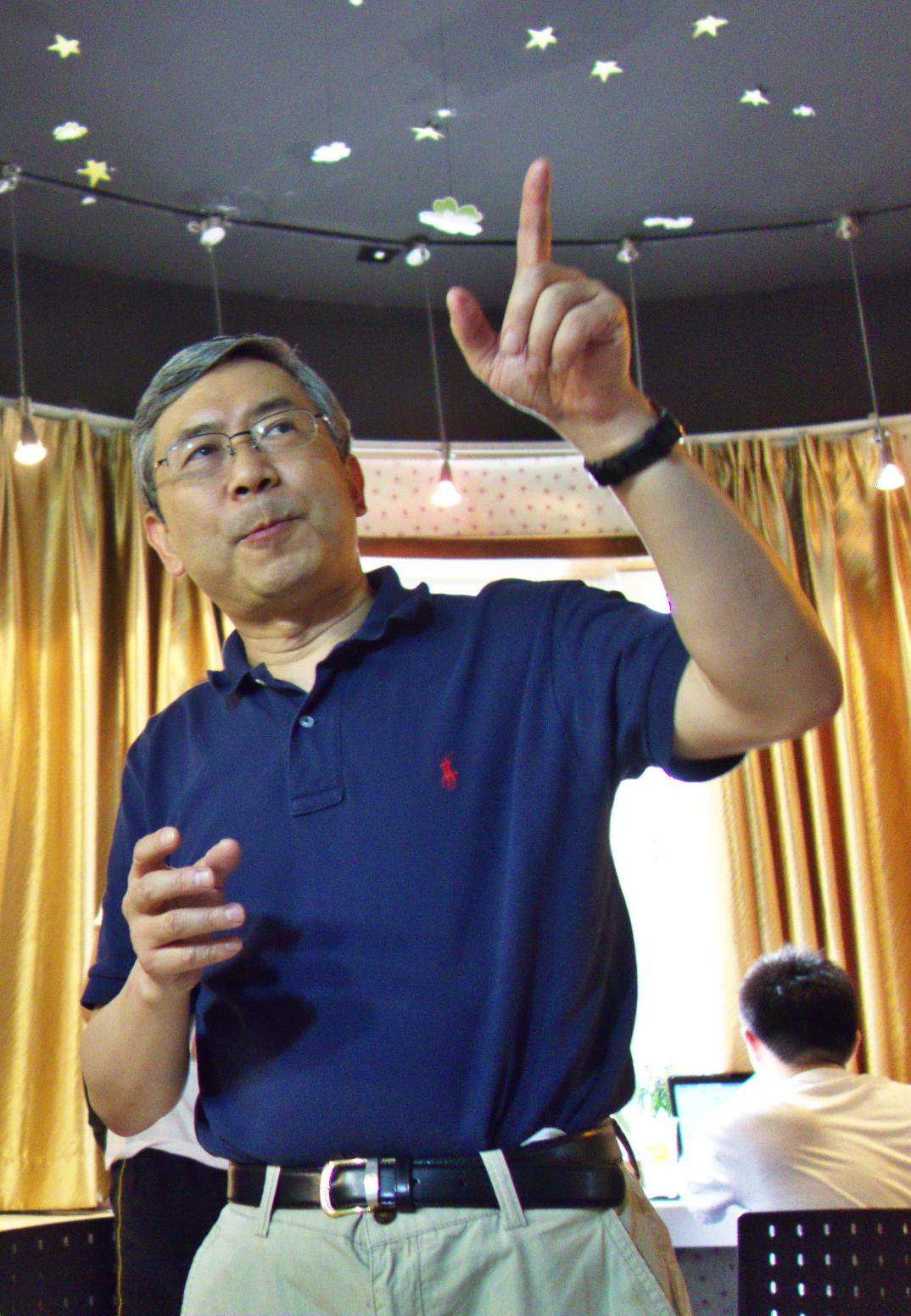
郑南宁院士

## 生平
1969年至1971年在四川省绵阳中学学习，普通高中毕业。1975年毕业于西安交通大学电机工程系；1981年取得西安交通大学工学硕士。1985年获得日本庆应大学工学博士，后留日作博士后研究。
曾任西安交大电子与信息工程学院副院长，西安交大副校长。2003年至2014年担任西安交通大学校长。

## 成果
曾获国家科技进步二等奖两次、国家发明四等奖一次；授权专利7项；发表论文100余篇，著作两部。1993年被授予全国优秀教师；1996年获中国青年科学家奖；1999年当选中国工程院院士，成为当时最年轻的院士。2005年被选为IEEE Fellow。